# Ricardo Serna Orozco
Ricardo Serna Orozco (Sevilla, 21 de enero de 1964) es un exfutbolista y entrenador español. Jugaba de defensa.

## Clubes

### Como jugador
| Club                   | País   | Año       |
| ---------------------- | ------ | --------- |
| Sevilla Atlético       | España | ¿?-1982   |
| Sevilla FC             | España | 1982-1988 |
| FC Barcelona           | España | 1988-1992 |
| Deportivo de La Coruña | España | 1992-1994 |
| RCD Mallorca           | España | 1994-1995 |
| Granada CF             | España | 1995-1996 |
| AD Ceuta               | España | 1996-1997 |

### Como entrenador
| Club           | País      | Año       |
| -------------- | --------- | --------- |
| Ittihad Tanger | Marruecos | 2004-2005 |
| CD Manchego    | España    | 2006-2008 |
| CD Don Benito  | España    | 2008      |
| CD Toledo      | España    | 2010-2011 |

## Títulos

### Nacionales
| Título       | Club         | País   | Año  |
| ------------ | ------------ | ------ | ---- |
| Ligas        | FC Barcelona | España | 1991 |
| Ligas        | FC Barcelona | España | 1992 |
| Copa del Rey | FC Barcelona | España | 1990 |
| Supercopa    | FC Barcelona | España | 1991 |
| Supercopa    | FC Barcelona | España | 1992 |

### Internacionales
| Título           | Club         | País   | Año  |
| ---------------- | ------------ | ------ | ---- |
| Copa de Europa   | FC Barcelona | España | 1992 |
| Recopa de Europa | FC Barcelona | España | 1989 |

## Selección
Fue seis veces internacional con España, en la que debutó en Sevilla el 21 de diciembre de 1988 contra Irlanda del Norte.